# 18 Melpomene
18 Melpomene este un asteroid din centura de asteroizi. A fost descoperit de John Russell Hind la 24 iunie 1852. Este numit după Melpomene, una din cele nouă muze din mitologia greacă.